# エドフ神殿
エドフ神殿（エドフしんでん、英語: Temple of Edfu）は、最高神ホルス＝アポロより、アポロノポリス・マグナ (Apollonopolis Magna) としてギリシア･ローマの時代に知られたエドフの町の、ナイル川西岸に位置する古代エジプトの神殿 (Egyptian temple)。エジプトで最も保存状態のよい神殿の1つである。

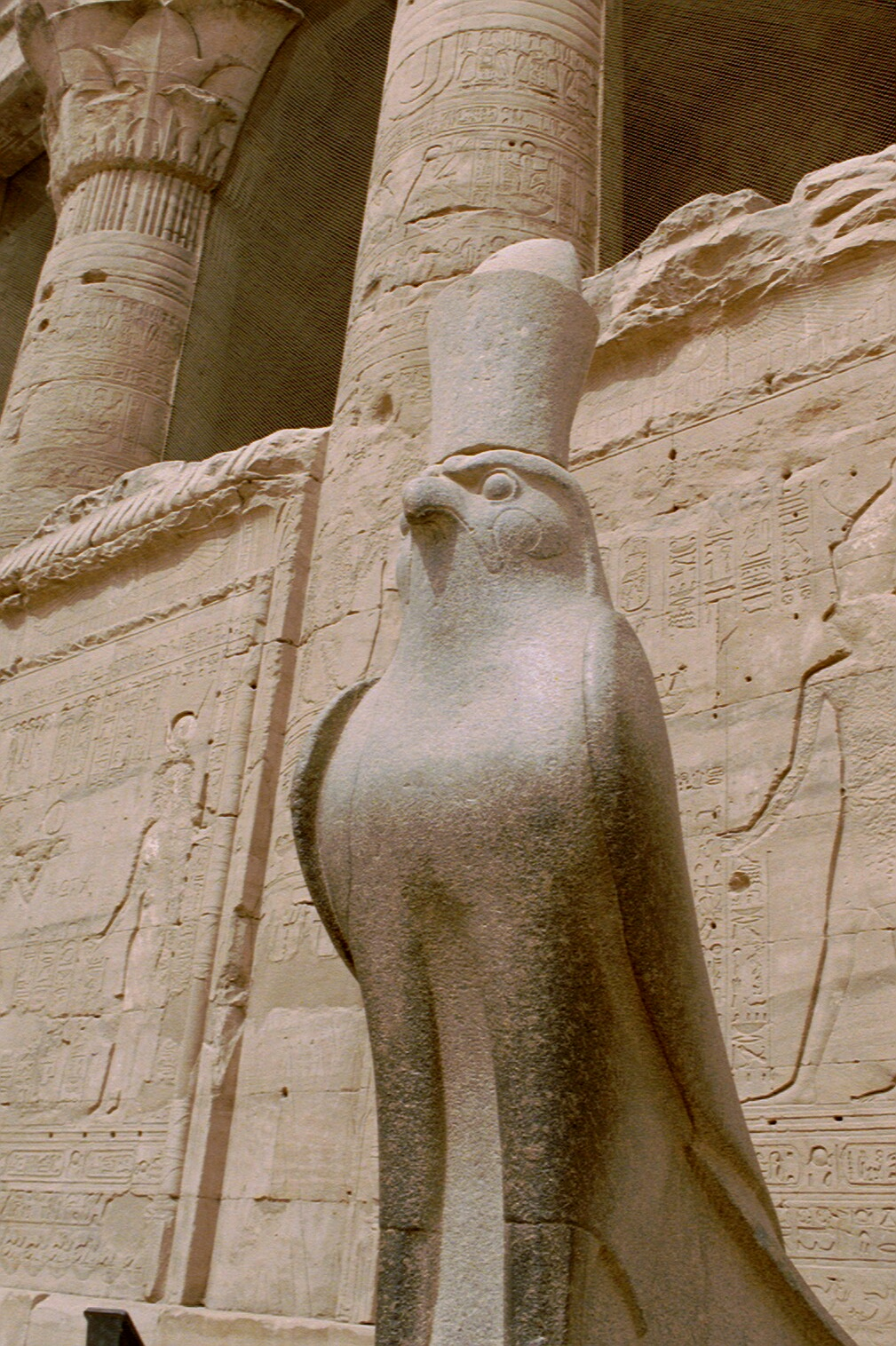
中庭、第1列柱室入口のホルス像

ハヤブサ神ホルスに捧げられたこの神殿は、エドフのホルス神殿として知られ、プトレマイオス朝時代（紀元前332-32年）の紀元前237年から57年にかけて建造された。その壁にある碑文は、古代エジプトのギリシア･ローマ時代における言語、神話、宗教について重要な情報を提供する。特に、神殿に刻まれた建物の記載は「神殿の建設の詳細な記述を提供すると同時に、さらに創造の島のような本神殿ならびに他の神殿すべての神話的な解釈に関する情報を保持している」。さらに「ホルスとセトとの長年の対立に関連する神聖な物語の重要な場面と碑文」がある。それらはドイツのエドフ・プロジェクト (Edfu-Project) により翻訳されている。

## 構成

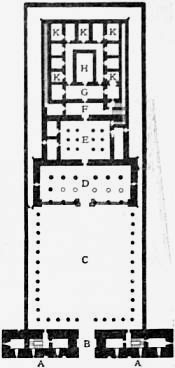
エドフ神殿の平面図

A. 塔門（パイロン、Pylon）
B. 出入口（Entrance door）
C. 周柱式中庭（Great Court、前庭、Forecourt）
D. 多柱室（第1列柱室、Hall of Columns）
E. 多柱室（第2列柱室、Second Hall）
F. 交差広間（奉納の間、Hall of the Altar）
G. 控室（中央の間、Hall of the Centre）
H. 至聖所（聖域、Sanctuary）
K. 礼拝室（保管室、Storerooms）

## 歴史
エドフは、デンデラ、エスナ、コム・オンボ、フィラエを含むプトレマイオス朝時代に建造されたいくつかの神殿の1つであった。その規模は時代の相対的な隆盛を反映している。現在の神殿は「西暦紀元前237年8月23日に、まず列柱室、2つの横軸の広間、礼拝室に囲まれた聖舟の至聖所から成る」ところより始まった。建築はプトレマイオス3世（紀元前246-221年）の統治時代に着手され、プトレマイオス12世（紀元前80-51年）のもと紀元前57年に完成した。建物は、やはりホルスに捧げられた初期の小さな神殿の場所に築かれたが、以前の構造は東西を向いており、現在の敷地のように南北方向ではなかった。崩壊した塔門（パイロン）は、現在の神殿のちょうど東にあり、碑文の証拠においては、新王国（紀元前1550-1069年頃）の支配者であるラムセス1世（紀元前1295-1294年頃）、セティ1世（紀元前1294-1279年頃）、およびラムセス2世（紀元前1279-1213年頃）のもとでの建設計画を示すものが見つかっている。
初期の建物の遺跡としてのネクタネボ2世（紀元前360-343年）の神殿は、内部の至聖所のなかに保存され、独立して立っており、神殿の聖舟至聖所は9つの礼拝室に囲まれている。
エドフ神殿は、西暦紀元391年のローマ帝国での非キリスト教崇拝を禁止するテオドシウス1世（379-395年）の勅令に従い宗教的な建物として用いられなくなった。他のところと同様に、神殿に彫刻されたレリーフの多くは、エジプトを支配するために来たキリスト教信奉者により破壊された。現在に見られる、列柱 (Hypostyle) 室の黒くなった天井は、当時異教とされた宗教的彫像の破壊を意図した放火によるものと考えられている。
何世紀にもわたり、神殿は吹き積もる砂漠の砂やナイル川によって堆積した川の沈泥の層の下12メートルの深さに埋没することとなった。地元の住民は、かつての神殿敷地の上に家を建てた。1798年に、唯一神殿の塔門の上部が視認されたことで、神殿がフランスの遠征によって確認された。1860年には、フランスのエジプト学者のオギュスト・マリエットが、砂地からエドフ神殿を発掘、清掃する作業に着手した。
エドフ神殿はほとんど無傷であり、古代エジプト神殿の非常によい例である。エドフの考古学的に重要であり、かつ保存状態の良い神殿は、ナイル川を巡航する多くの川船が頻繁に停留するエジプト観光 (Tourism in Egypt) の中心となった。2005年に、神殿への入場においてビジターセンターおよび舗装された駐車場が増設された。2006年後半には、夜間の訪問ができるように精巧な照明装置が付け加えられた。

## 宗教的意義
エドフ神殿は、ハトホルおよびデンデラのホルスに捧げられた最大の神殿である。そこはホルスに奉納するさまざまな祝祭の中心であった。毎年、「ハトホルが、エドフのホルスを訪ねるためにデンデラの神殿から南に旅し、その2神の聖なる結婚を示すこの事柄が、大規模な祝祭および巡礼の要因となった」。

## イギリス建築への影響
エドフ神殿は、リーズのホルベックにある Temple Works のモデルになっている。エドフにおける中庭の支柱が、リーズの建物の前面にしっかりと模倣されている。

## 画像

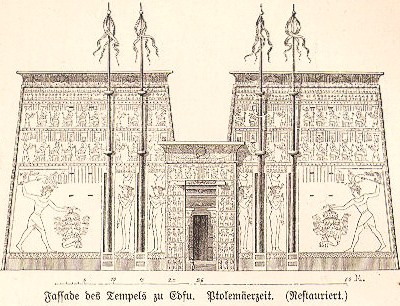
塔門南面図
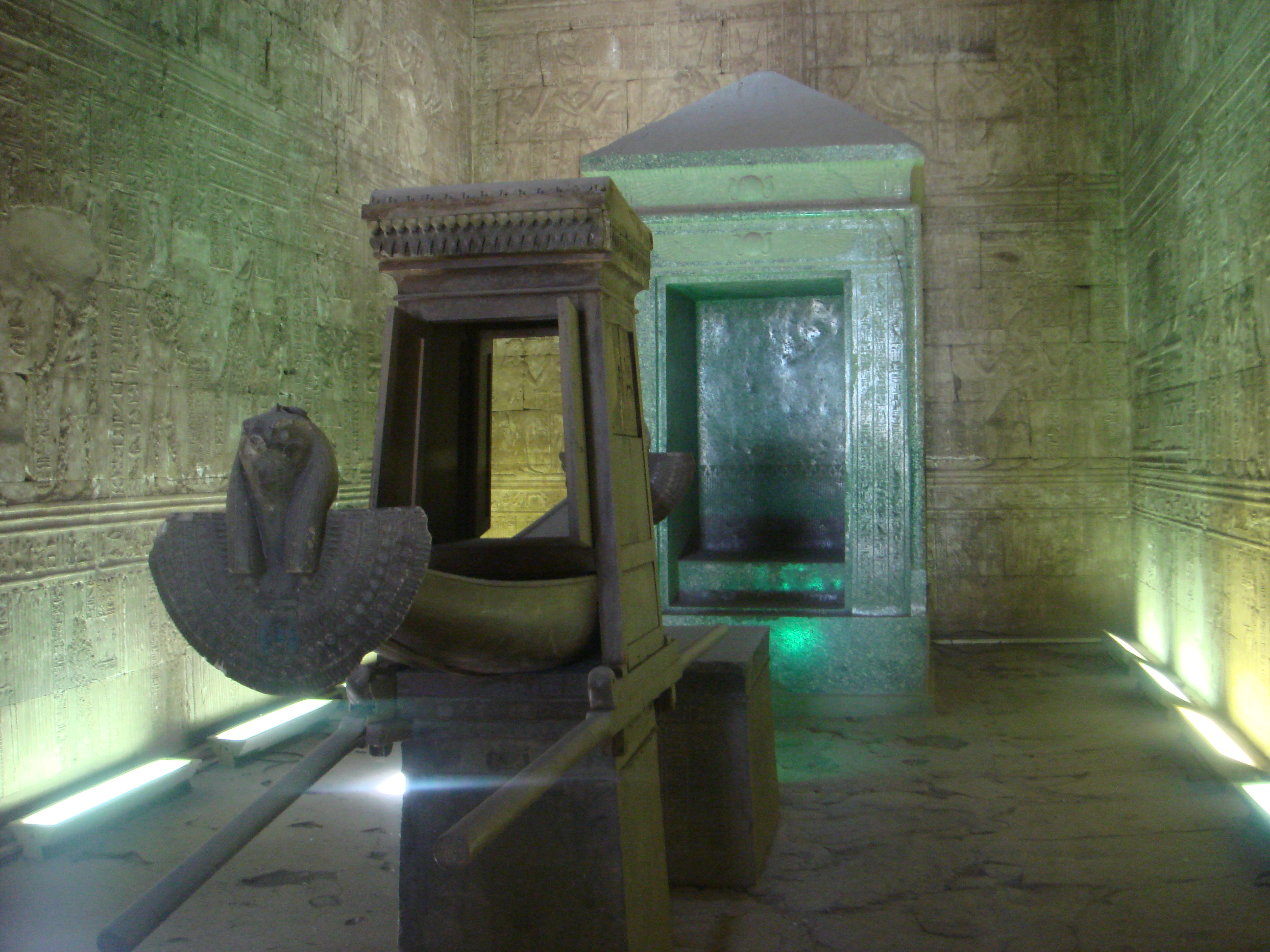
神殿の中心にある至聖所の内部
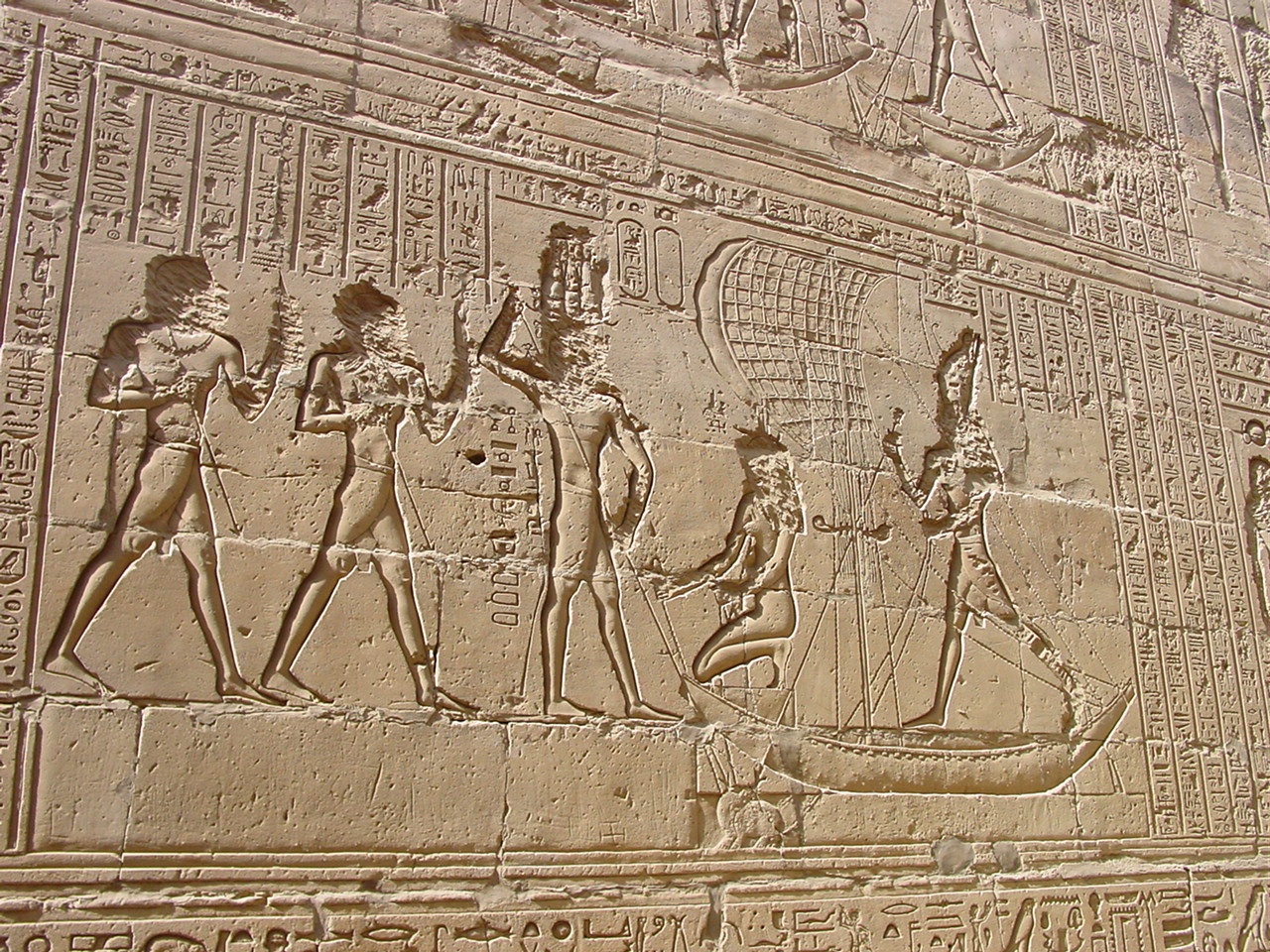
エドフ神殿の壁面のレリーフ
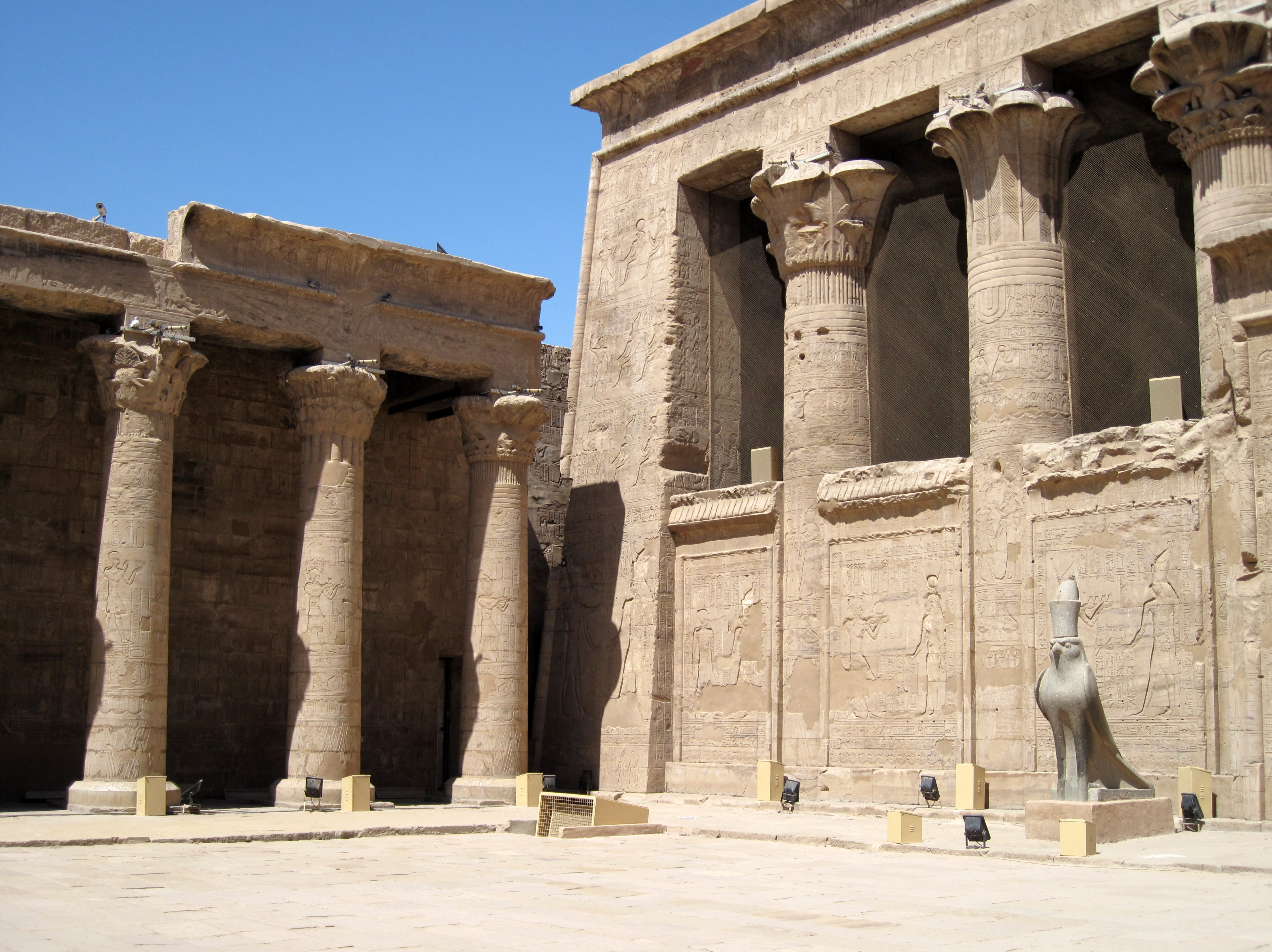
神殿の周柱式中庭、多柱室入口の正面西側